# Markdal

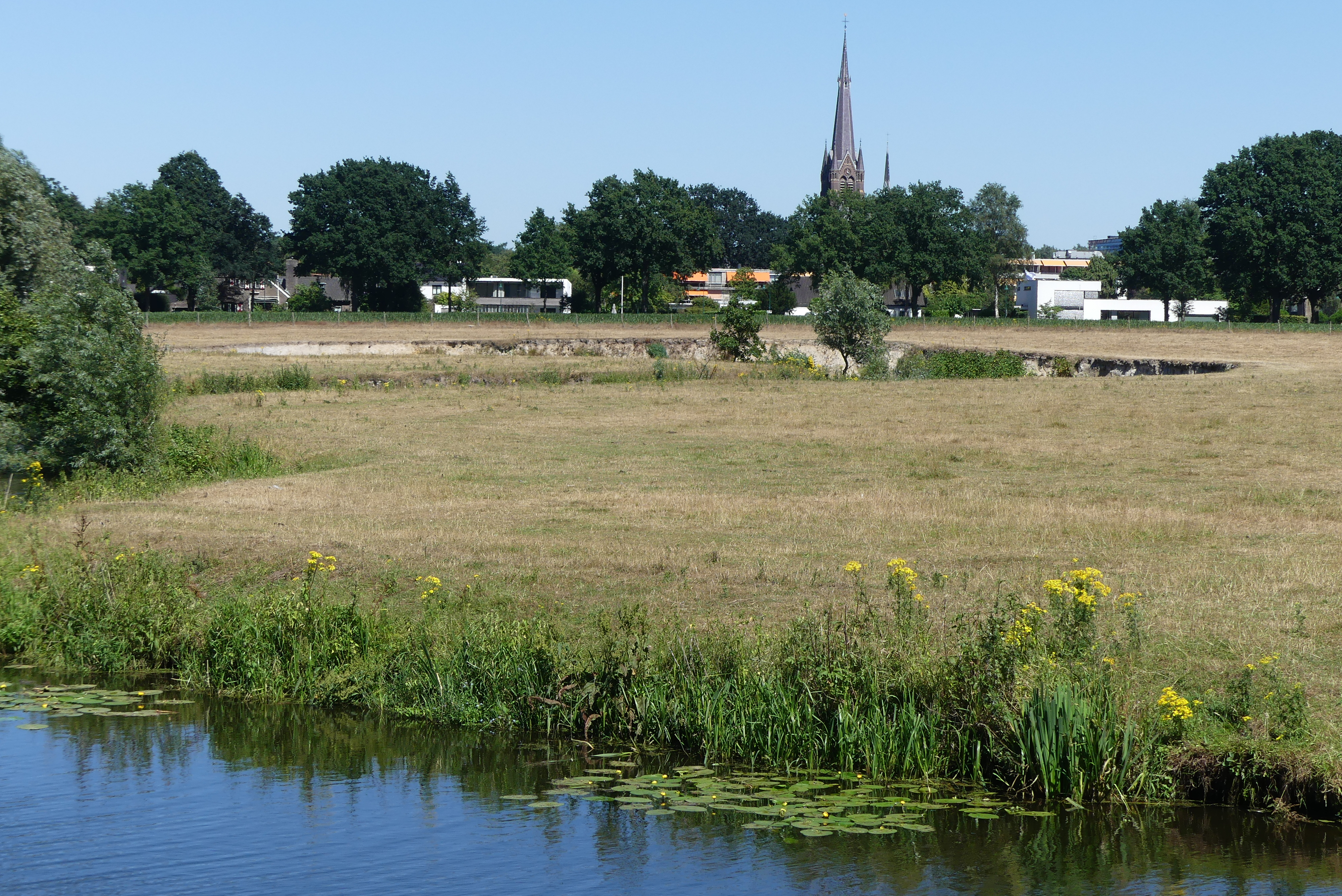
Markdal ter hoogte van Ulvenhout

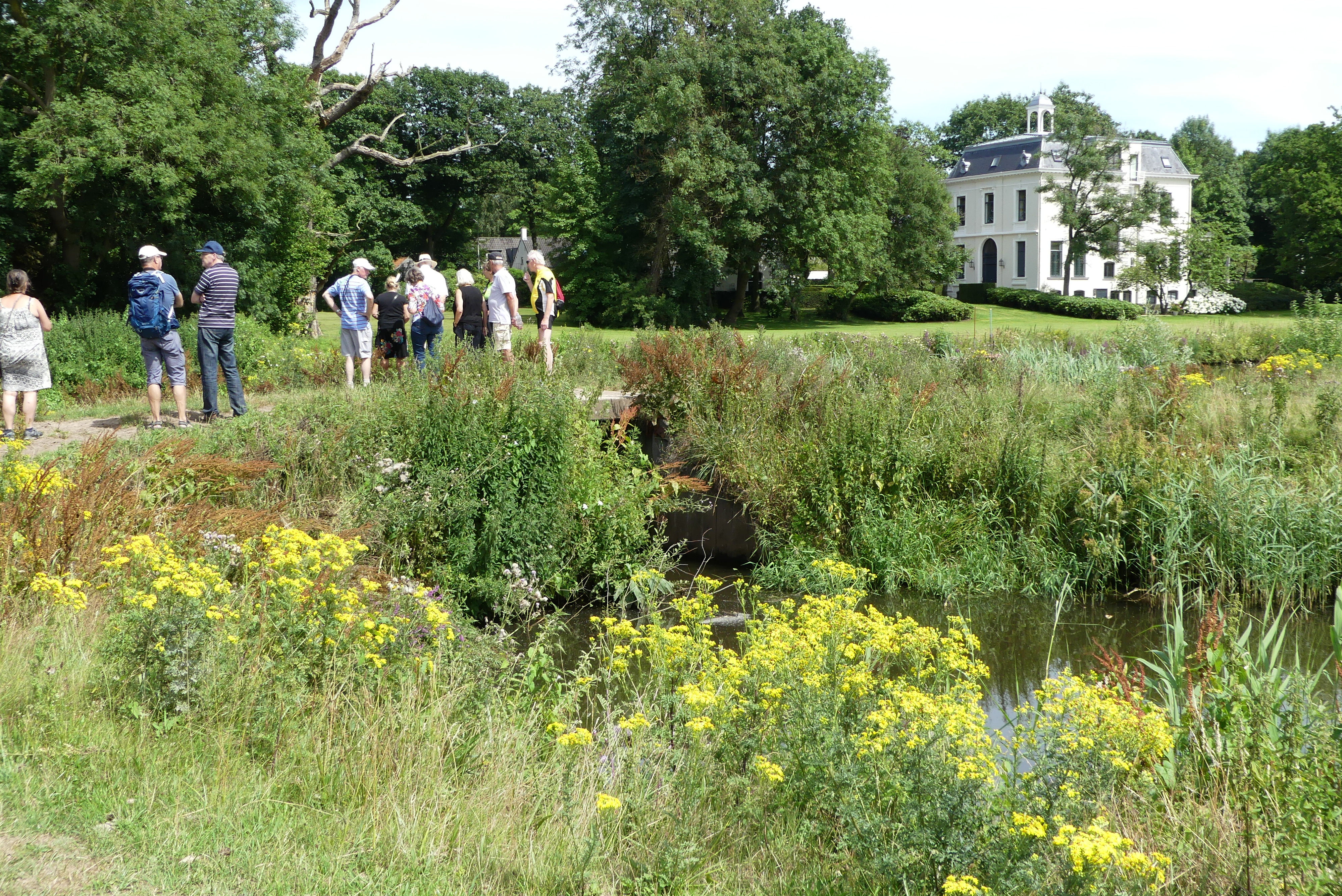
Het dal bij villa Valkrust

Het Markdal in de Nederlandse provincie Noord-Brabant ligt tussen de Belgische grens en het zuiden van Breda waar de rivier de Mark stroomt. De rivier stroomt van de grensplaatsen Galder-Strijbeek en Meersel-Dreef (B) tot de Duivelsbrug in de Bredase oude dorpskern Ginneken. Het is een open weidegebied waar ruilverkaveling nauwelijks of niet heeft plaatsgevonden, vandaar de soms kleinschalige, met struweel omgeven percelen. In Vlaanderen heet het de 'Vallei van het Merkske', vanaf de bron van de Mark in Koekhoven in een weiland nabij de Turnhoutse heide aan de Marckstraat.
Het verval van bron tot Breda over ca. 40 km is 40 meter, wat een dynamisch stroompatroon geeft. Over globaal dezelfde afstand na Breda tot de monding in het Volkerak is het bijna stilstaand water met nog maar 1 meter verval tot aan Dinteloord. De totale lengte is ca 93 km.
In de jaren 60 van de twintigste eeuw is de meanderende Mark gekanaliseerd en met 6 km ingekort, om het water sneller af te voeren en het overstromingsgevaar te verminderen. Ook kwam de kanalisering de landbouw ten goede. Met het kanaliseren van de Mark is echter ook veel van de kenmerkende flora uit het Markdal verdwenen; bovendien gaf de snelle afstroom overstromingen in Breda-Zuid.
Als reactie op het stagneren van het reconstructieproject Ulvenhout-Galder (1989-2011) begonnen vijf natuurverenigingen zich vanaf 2006 in te zetten voor het herstel van een natuurlijk Markdal. Dat kreeg in 2011 bij een verkiezingsbijeenkomst met provinciale lijsttrekkers een politieke impuls. Het resulteerde uiteindelijk in een overeenkomst in 2013 tussen provincie en de Vereniging Markdal om als 'burgerinitiatief' met streek en overheden een vrijstromende en meanderende Mark in het Markdal te realiseren. 

## Resultaten
Circa 1990 was al begonnen met het herstel van meanders tussen Strijbeek en Galder. In het kader van natuurontwikkeling werd rond het jaar 2000 besloten de natuurlijke loop van de Mark te herstellen. Ook bij Bieberg werden meanders in de rivierloop hersteld. Er vond natuurherstel plaats. De voedselrijke toplaag van de bodem werd afgegraven om de oude schraalgraslanden met een voedselarme bodem en hoge grondwaterstand terug te krijgen. Door de inzet van Vereniging Markdal en het waterschap werd in 2015 ook de meander Klokkenberg weer meestromend.
Op de afgegraven gronden zijn karakteristieke planten als dwergrus en blaartrekkende boterbloem verschenen. Ook verbeterde de visstand, al blokkeren stuwen nog de trek naar de zuidelijke paaigronden in Vlaanderen. De Rivierdonderpad is sinds 2014 weer waargenomen en verspreidt zich in de zijbeken.
Oeverzwaluwen nestelen jaarlijks in steile wanden en ijsvogels laten zich geregeld zien. Voor het eerst sinds meer dan een eeuw broedt er jaarlijks een koppeltje ooievaars en vliegen er jongen uit. Ze nestelen boven de SBB-boerderij naast de vistrap bij de Biebergstuw. Canadese gans, wintertaling, grote zilverreiger, roodborsttapuit, wulp en nijlgans komen veel voor. In 2019 werd er een koppel patrijzen met 25 jongen bij Heerstaaijen gezien, op dat moment landelijk het grootste aantal jongen. Ook verscheen in 2019  de bever in het Markdal en zijn er dassen gezien.

## Natuurherstel
In 1994 was het zuiden aan de grens tussen Galder en Strijbeek in 1994 een eerste deel van het Markdal gereconstrueerd om de natuurwaarden te verbeteren. Het noordelijk deel bij de Bieberg (Breda) volgde in 2004.   De aanpak van het strekkende vijf kilometer grote deel daartussen raakte echter langdurig in een impasse. Voor die reconstructie heeft de provincie Noord-Brabant ten slotte in 2013 een overeenkomst afgesloten met de Vereniging Markdal, die daartoe een budget en beleidsruimte kreeg. Deze vereniging van burgers werkt op basis van vrijwilligheid samen met de eigenaren en bewoners in het Markdal om tot een voor iedereen aanvaardbaar plan voor landbouw en natuur te komen. Samen met de gemeenten Alphen-Chaam, Breda en het waterschap Brabantse Delta wordt gewerkt aan een vrijstromende meanderende Mark die vispasseerbaar is. Er is voorzien in 100 ha natuur en economisch verantwoorde duurzame landbouw. De Vereniging Markdal ondervindt veel medewerking van overheden, maar krijgt ook te maken met bestaande knellende regelgeving.

### Meanderende variant
Samen met het waterschap Brabantse Delta is via hydrologisch onderzoek een nieuwe meanderende variant als voorkeursalternatief (VKA) voor de Mark ontwikkeld, die tevens voldoet aan de ecologische eisen van de Europese Kader Richtlijn Water. Deze ontwikkelingen stellen tevens eisen aan de te verbreden A58 die sinds de tachtiger jaren het Markdal doorsnijdt. De toenemende biodiversiteit en stille recreatie vragen om meer capaciteit voor kruisende passages door de A58. Een 'Platform van A58 naar Beter' van dorpsraden Ulvenhout, Galder, Vereniging Markdal en andere dringt in het overleg met Rijkswaterstaat intensief aan op ruimte voor recreatieve en ecologische dwarspassages. Een verdiepte ligging van de A58 onder de Mark zou de oplossing zijn. Jarenlang overleg met Rijkswaterstaat leverde nog niets op.
Ook de 'Anneville eik' in de middenberm van de A58 - bekend als 'troeteleik' - krijgt veel aandacht in discussies over zijn behoud. Deze boom werd in oktober 2018 landelijk verkozen tot Nederlandse boom van het jaar.

### Bestemmingsplan
Medio 2017 is via de Vereniging Markdal het ontwerp bestemmingsplan met de nieuwe meanderende loop van de Mark bij de gemeenten Alphen-Chaam en Breda gepresenteerd. Deze hebben in maart 2019 het ontwerpbestemmingsplan in procedure gebracht om via bestemmingsveranderingen de gronden nodig voor hermeandering te kunnen verwerven. Daarvoor besloot het provinciebestuur van Brabant in september tot twee belangrijke bouwstenen: 1e) specifieke Nadere Regels voor een tiental locaties om ruimtelijke aanpassingen mogelijk te maken en 2e) aanpassingen van het Natuur Netwerk Brabant. Het is een primeur dat de provincie die nadere regels in een gebiedsproces toepast, omdat zo meerwaarde voor een vitaal Markdal met meer dan 100 ha natuur bereikt kan worden. In december 2019 zijn de bestemmingsplannen van Alphen-Chaam en Breda in beide gemeenteraden behandeld en unaniem vastgesteld. Voor het Bredase deel zijn geen bezwaren ingediend - een unicum voor Bredase bestemmingsplannen in het Markdal - en is dit deel onherroepelijk geworden. Voor het Alphen-Chaamse deel zijn begin maart een aantal beroepen bij de Raad van State ingediend. Onder andere door de Brabantse Milieufederatie (BMF), in tegenstelling tot de regionale natuurverenigingen van de federatie Natuurplein de Baronie. Die destijds met IVN Mark&Donge, Westbrabantse Vogelwerkgroep, nmv Markkant, KNNV-Breda, Groene Koepel en Mark en Leij de initiatiefnemers voor het herstel van het Markdal waren. 
Na behandeling van bezwaren door de Raad van State en vervolgens het doorlopen voor de hydrologische aspecten via de Waterwet - met inspraakmogelijkheden - en de besluitvorming door het waterschap worden de plannen onherroepelijk en kan in 2021 waarschijnlijk de 'schop de grond in gaan'. Voor het snel besluitrijp en besteksklaar maken is door Brabantse Delta en Vereniging Markdal - mede op basis van gewenste creativiteit - Royal HaskoningDHV geselecteerd.

### Uitvoering
Anno 2023 wil het waterschap de door de vereniging Markdal opgestelde plannen zoveel mogelijk uitvoeren. Ze werkt er met alle belanghebbende aan om te komen tot een definitief ontwerp. De uitvoering zal onder andere worden gefinancierd vanuit het Deltaprogramma Zoetwater.

## Proefboerderij Markhoeve

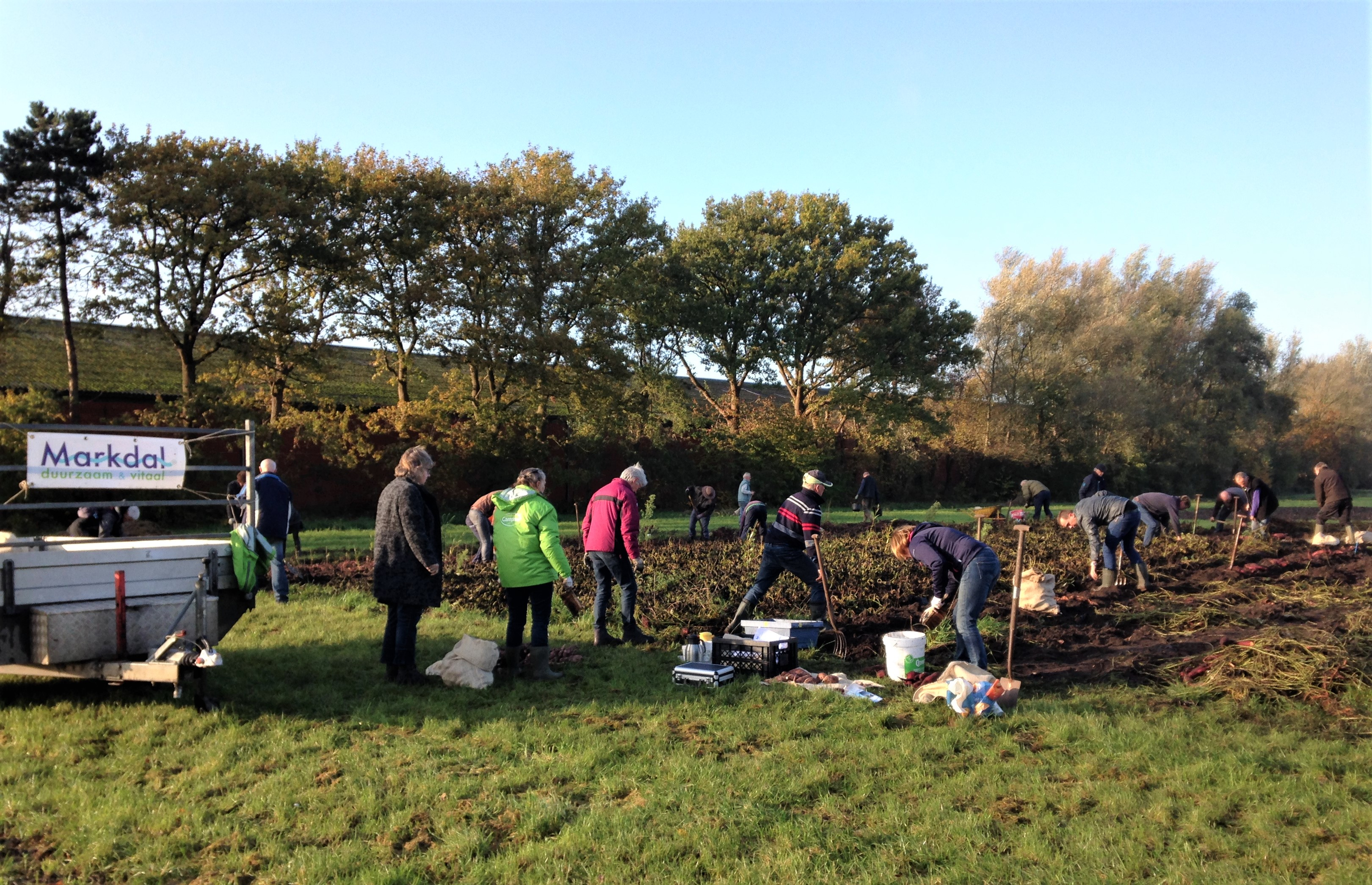
Oogsten van zoete aardappelen van proefvelden voor onder andere de Voedselbank

Zoals door de provincie gevraagd was is door de Vereniging Markdal voor de leegstaande boerderij een nieuwe bestemming ontwikkeld. In 2019 is gestart met de omvorming en verbouwing van boerderij Markhoeve in Strijbeek tot een multifunctioneel bedrijfsgebouw voor agrarische innovaties, onderwijs in duurzaam beheer en zo voort.

## Kunstwerk
Als kunstwerk liggen van de bron tot aan de monding van de Mark stenen met gedichten die op de Mark en zijn omgeving betrekking hebben met 22 zogenaamde "poosplaatsen" of 'stamelstenen', een naam waarin poëzie, mijmeren en verpozen doorklinken. Dertig Vlaamse en Brabantse dichters schreven die poëzie op de stenen in een 'Ode aan de Mark' van Pien Storm van Leeuwen.

## Afbeeldingen

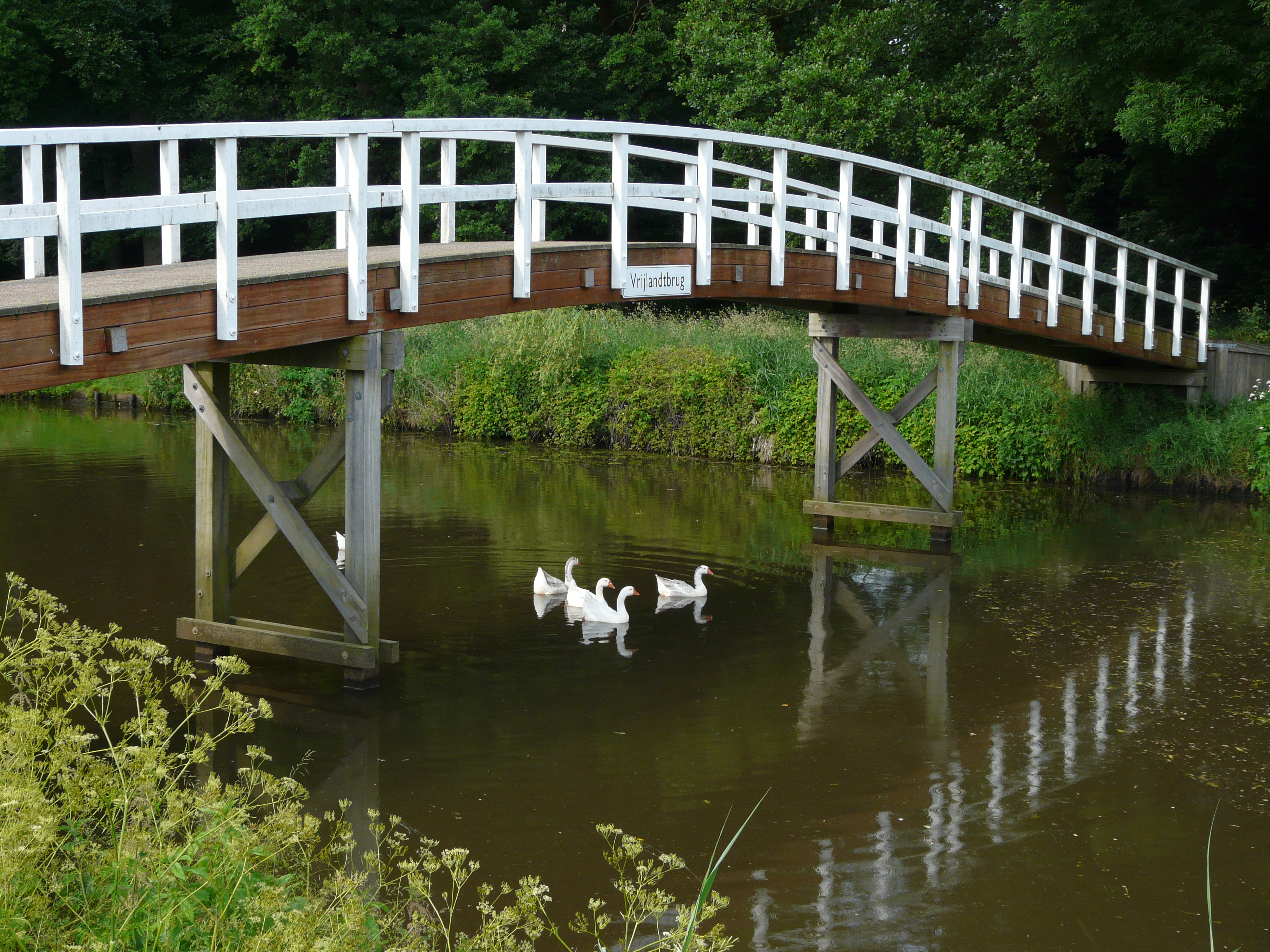
Vrijlandtbrug over de Mark bij het Ginneken
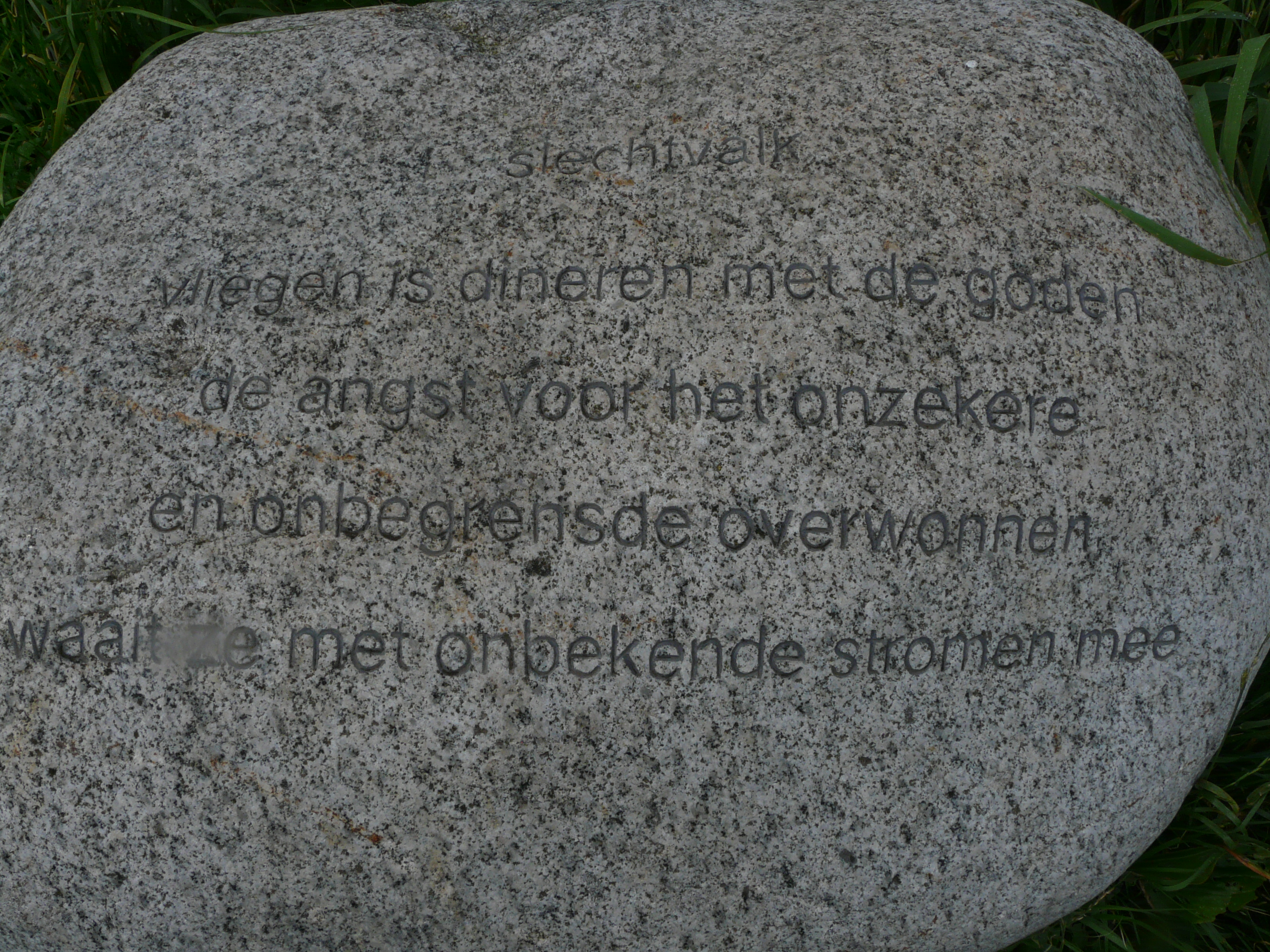
Steen met een gedicht
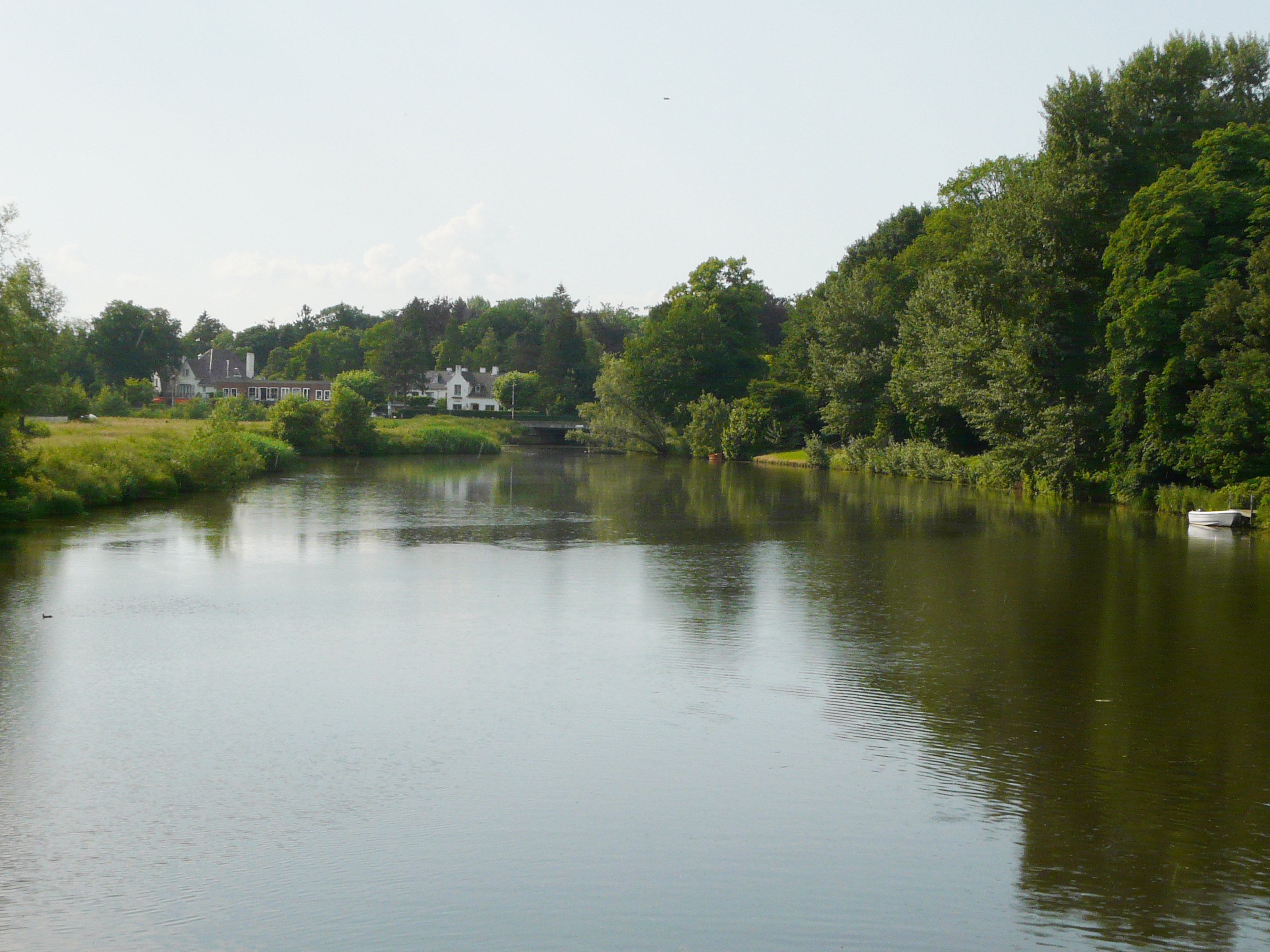
Mark, op de achtergrond de Duivelsbrug
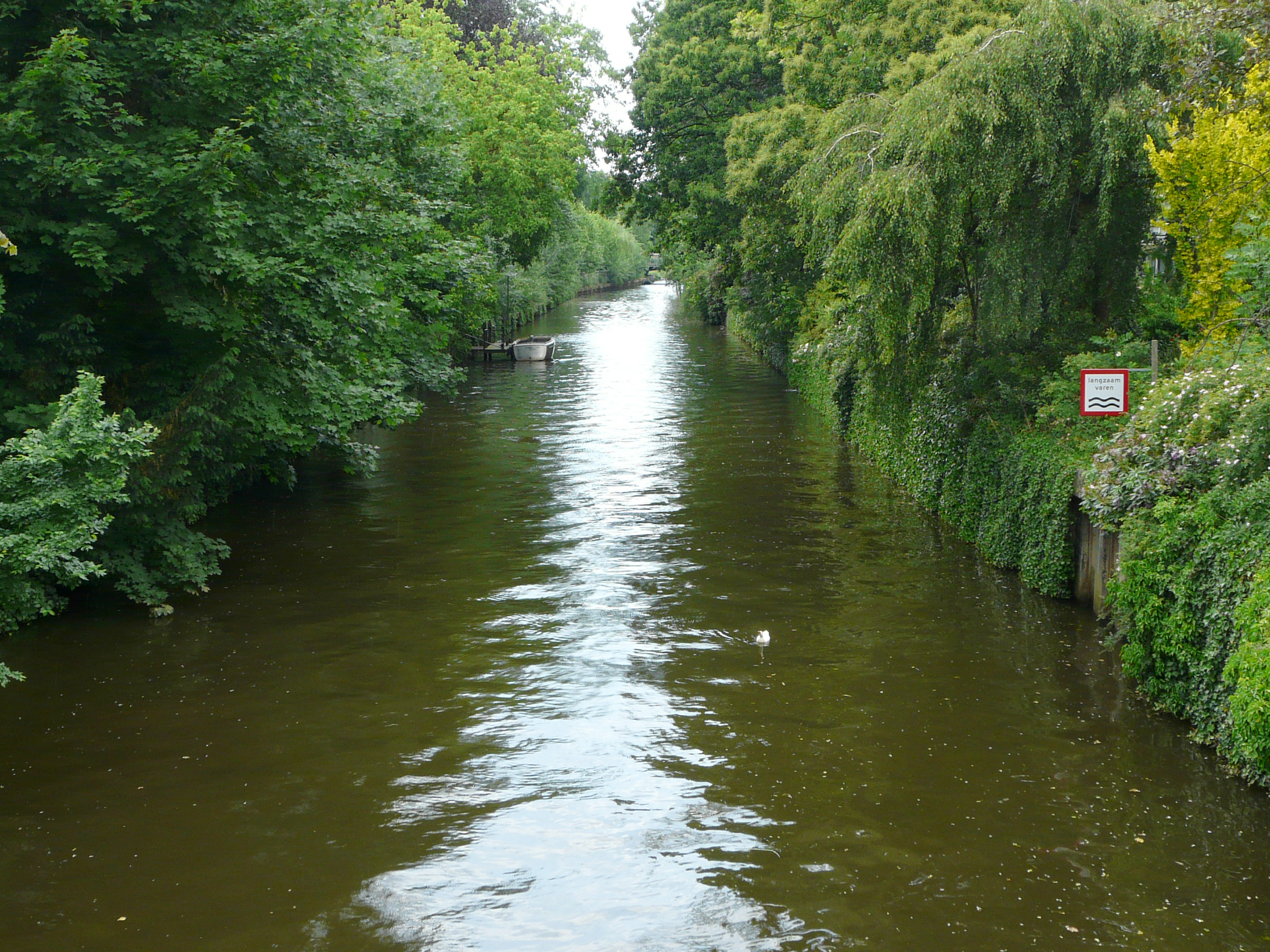
Mark andere kant Duivelsbruglaan